# Ярославский, Александр Владиленович
Алекса́ндр Владиле́нович Яросла́вский (укр. Олександр Владиленович Ярославський; род. 5 декабря 1959, Мариуполь, Украинская ССР) — украинский бизнесмен, мультимиллионер. Владелец инвестиционной группы DCH (Development Construction Holding), экс-владелец УкрСиббанка. В 2012 году впервые попал в топ-10 списка богатейших людей страны по версии издания «Форбс Украина». «Один из самых успешных бизнесменов Украины» согласно Forbes.ua в 2019 году.
В 2002—2006 гг. народный депутат Верховной Рады Украины IV созыва.
Экс-президент харьковского ФК «Металлист».

## Биография
Родился в городе Жданов (ныне Мариуполь) в семье врачей, старший сын; его мать была главврачом офтальмологической клиники. В 1976 году семья перебралась в Харьков. В школе учился на отлично: в аттестате 128-й харьковской средней школы за 10 класс у Ярославского лишь одна четверка по русскому языку. Первоначально учился на заочном отделении ХАИ, одновременно работал слесарем. Однако окончит Харьковскую академию общественного питания, получив диплом технолога; единственная тройка за пять лет учёбы у него была по физике; также получил пятый разряд повара и положительную характеристику: «политически грамотен, выдержан, общителен, рекомендован в зав. производством». Затем три года прослужил в СА ВС СССР на территории Венгрии; демобилизовался старшиной. После увольнения в запас учился на юридических курсах при МВД и недолговременно работал инспектором в харьковском ОБХСС. В 1989 году окончил аспирантуру Одесского технологического института, кандидат технических наук с того же года. 
В 1990—1991 гг. - сотрудник Харьковского института общественного питания.
С 1992 года занимается предпринимательской деятельностью, четыре года провел в Москве. «Заработанные на трейдинге нефти деньги Ярославский в середине 1990-х вложил в крупную собственность», — передаёт Forbes вместе со словами неназываемого его бизнес-партнёра о том, что он «удачно состыковался» с Василием Салыгиным (впоследствии председателем Харьковского облсовета и депутатом Верховной Рады), они «покупали у населения ваучеры, обменивая их на акции приватизируемых заводов».
Занимал пост вице-президента АО «Гея» до 1996 года, после чего стал вице-президентом украинского представительства Triverton International (до 1997 г.). 
С 1998 года — президент и главный акционер JSCIB UKRSIB Group (УкрСиббанка). В 2006 году передал контроль над «УкрСиббанком» BNP Paribas, после чего сосредоточил внимание на консолидации принадлежащих ему активов в рамках единого юрлица, группы DCH, единоличным владельцем которой является. В 2010 году УкрСиббанк полностью перешел под контроль BNP Paribas, который, в то время тесно сотрудничал с DCH в сфере взыскания проблемной задолженности. Группа DCH — одна из наиболее мощных бизнес-групп Украины, включающая финансовые структуры, промышленные объекты, в том числе горнодобывающие предприятия (например, Украинскую горнодобывающую компанию), девелоперские компании, объекты элитной недвижимости (в частности, элитный жилой комплекс «Воздвиженка» в Киеве).
Одним из ключевых интересов Ярославского является защита инвестиций своих зарубежных партнеров (помимо BNP Paribas, в их число входят американские корпорации Citigroup и Аpollo). Обе эти бизнес структуры, наряду с DCH, имеют свою долю собственности в сети торгово-развлекательных центров «Караван».
Согласно Форбс: «Купленный в 1990-х за $20000 Укрсиббанк Ярославский вместе с партнером Эрнестом Галиевым вывел к 2005 году в пятерку лидеров по размерам активов. По оценкам инвест-аналитиков, продав свою долю в два этапа французской группе BNP Paribas, Ярославский выручил за банк не менее $650 млн».
Группа DCH Александра Ярославского принимала непосредственное участие в реконструкции харьковского аэропорта. Реконструкция аэродрома осуществлялась за счет государственного финансирования, в то время как строительство нового терминала (ставшего единственным частным терминалом на Украине) и реконструкция старых зданий аэропорта, были целиком выполнены на средства Александра Ярославского. Открытие нового терминала харьковского аэропорта состоялось 28 августа 2010 года.[значимость факта?]
В начале марта 2011 года DCH продала ОАО «Азот» (Черкассы) Дмитрию Фирташу. По оценкам источника, приводимого Форбс, Ярославский выручил не менее $300 млн.
На средства Ярославского в Харькове также был построен первый отель класса люкс. Kharkiv Palace 5* открылся 5 декабря 2011 года.
В 2012 году вошёл в топ-10 богатейших украинцев по версии Forbes, заняв последнюю позицию с 960 миллионами долларов.
По версии журнала «Фокус» — рейтингу самых богатых бизнесменов Украины за 2014 год — является долларовым миллиардером.
С 2012 по 2020 год конфликтовал с мэром Харькова Геннадием Кернесом.
В 2013 году основал строительную компанию Парус Development, которая перешла во владение его второй жены после развода.
В 2016-м бизнесмен выкупил назад контрольный пакет акций Харьковского тракторного завода (ХТЗ), который продал в 2007 году российскому предпринимателю Олегу Дерипаске.
В 2017—2018 годах приобрел у российского предпринимателя Романа Абрамовича Днепровский металлургический завод и рудник «Сухая балка».
1 ноября 2018 года были введены российские санкции против 322 граждан Украины, включая Александра Ярославского.
В конце июля 2020 года НБУ согласовал ему продажу принадлежавшего Виктору Пинчуку банка Кредит Днепр.
Перед началом российского вторжения уехал из Украины. 

### Семья
Ярославский женат трижды, имеет пятерых детей: Виктория, Екатерина, Владимир, Роман, Максим. В 2015 г. Марина Свентицкая, вице-мисс Харькова-2006, супруга Александра Ярославского, стала победительницей рейтинга самых красивых жен украинских миллионеров. Первая супруга Ирина Александровна — дочь экс-губернатора Харьковщины Александра Масельского; сын Александр (1993 г. р.). Вторая супруга - модель Наталья Хорошайлова (Чапюк), в СМИ описывалась как дальняя родственница супруги Леонида Кучмы.
Брат — Алексей Ярославский (род. 1965), народный депутат Украины IV созыва от блока Виктора Ющенко «Наша Украина». 20 апреля 2023 года Марина Свентицкая заявила, что с Александром Ярославским они развелись больше года назад. Причины расставания Свентицкая называть не стала.

## ФК «Металлист»
Ярославский стал владельцем ФК «Металлист» в 2006 году. За время его руководства клуб установил национальный рекорд, сумев шесть раз подряд завоевать «бронзу» чемпионата страны. В этот период «Металлист» также дважды выходил в полуфинал Кубка Украины по футболу и являлся регулярным участником Кубка УЕФА, где один раз в 2012 году доходил до четвертьфинала.
Харьков стал одним из четырех украинских городов, принимавших Евро-2012 (здесь прошли три матча евротурнира). Ярославским была инициирована программа модернизации спортивной инфраструктуры города, включавшая в том числе и реконструкцию стадиона «Металлист». В целом инвестиции А. Ярославского в Харьков в рамках подготовки к Евро-2012 составили $ 300 млн.
В декабре 2012 г. Александр Ярославский продал ФК «Металлист» Сергею Курченко.
Музей ЕВРО-2012
5 декабря 2019 года — в день своего 60-летнего юбилея — Александр Ярославский, генеральный инвестор подготовки инфраструктуры Харькова к приему гостей и матчей Евро-2012, провел торжественную церемонию открытия в городе первой очереди музея континентального футбольного турнира.[значимость факта?]
В этот день исполнилось десять лет с момента торжественного открытия обновленного стадиона «Металлист» — домашней арены принадлежавшего Ярославскому одноименного футбольного клуба. 

## Благотворительность
В октябре 2010 года Александр Ярославский и Дмитрий Фирташ (владелец DF Group) на благотворительном ужине Фонда Елены Пинчук АНТИСПИД приобрели картину скандального британского художника Дэмиена Херста «In Love» за 1 750 000 евро, что стало рекордом для украинского аукционного бизнеса. Деньги, вырученные от продажи картины, были переданы на расширение совместного проекта Фонда АНТИСПИД и Фонда Клинтона.
Вместе с представителем династии Аньелли, Джоном Элканном, Ярославский участвует в проектах, направленных на развитие детско-юношеского футбола. Также поддерживает другие благотворительные проекты (например, Фонд «Rіdny DIM»).
Ярославский спонсирует харьковский регбийный клуб «Олимп».
3 марта 2022 года Ярославский пообещал, в социальных сетях, продать свою яхту «Kaiser» и направить вырученные средства на восстановление Харькова. Спустя год яхта так и не была продана.

## Регалии
Имеет ряд государственных наград и наград от Украинской православной церкви.
- Почётный знак «Слобожанская слава» (2009)[19]
- Почётный гражданин Харькова (2020)[20]
- Почётный гражданин Харьковской области (2006)[21]

В 2018 и 2019 годах Александр Ярославский за весомый личный вклад в развитие Харькова и многолетнее содействие развитию ведущих вузов города, входящих в мировые рейтинги, был удостоен звания «Почетный доктор» (Doctor Honoris Causa) Харьковского национального университета городского хозяйства им. Бекетова, а также лучшего украинского вуза согласно World University Rankings 2018 — Харьковского национального университета им. Каразина.